# CS Louhans-Cuiseaux
CS Louhans-Cuiseaux is een Franse voetbalclub uit Louhans, Saône-et-Loire. De club werd opgericht in 1970 na een fusie tussen CS Louhannais (opgericht in 1916) en Club de Cuiseaux (opgericht in 1930). Tot 1989 was de naam CS Cuiseaux-Louhans.
Van 1995 tot 2003 bezat de club een profstatus en speelde enkele seizoenen in de tweede klasse Ligue 2. Intussen is de club weggezakt tot de Championnat National 3. In 2019 promoveerde de club naar de National 2 en speelde daar tot 2023.

## Erelijst
- Championnat National

1999

## Bekende (ex-)spelers
- Aliou Cissé
- Alou Diarra
- Fabrice Pancrate
- Alaixys Romao